# Chamaepentas nobilis
Chamaepentas nobilis är en måreväxtart som först beskrevs av Spencer Le Marchant Moore, och fick sitt nu gällande namn av Jesper Kårehed och Birgitta Bremer. Chamaepentas nobilis ingår i släktet Chamaepentas och familjen måreväxter. Inga underarter finns listade i Catalogue of Life.